# Johannes Richard Bogner
Johannes Richard Bogner (* 5. Februar 1960 in München) ist ein deutscher Arzt, Professor und Leiter der Sektion Klinische Infektiologie an der Medizinischen Klinik und Poliklinik IV (Campus Innenstadt) des Klinikums der Universität München. 

## Leben
Bogner studierte in München Medizin (Innere Medizin, Gastroenterologie und Pneumologie) sowie Klinische Infektiologie am Montefiore Medical Center der Albert Einstein Medical School in New York.
Seit 1986 wirkte er in München maßgeblich am Aufbau der Infektionsabteilung mit Ambulanz und Tagesklinik mit. Seit 1997 baute er einen interdisziplinären klinisch-infektiologischen Konsildienst an der Medizinischen Poliklinik des Universitätsklinikums München auf. Bogner hält seit 1994 Vorlesungen über Klinische Infektiologie und wurde 2001 zum Professor an der Ludwig-Maximilians-Universität München ernannt. Seit 2006 ist er Leiter der Sektion Klinische Infektiologie am Universitätsklinikum München. 2014 erfolgte die Gründung und Leitung der klinikumsweiten interdisziplinären Arbeitsgruppe Infektiologie „i-KUM“ als Basis für die Einführung eines Antibiotic Stewardship Programms.
Bogner ist außerdem Weiterbildungsbemächtigter der Landesärztekammer für Infektiologie und für Innere Medizin. Seit 2012 ist er Herausgeber der Fachzeitschrift Infection und seit 2018 Mitherausgeber der MMW – Fortschritte der Medizin. Zudem ist er Autor zahlreicher fachspezifischen Veröffentlichungen, leitet Fachkolloquien und hält Vorträge auf internationalen Konferenzen.
Für sein ehrenamtliches Engagement zur Prävention, Prophylaxe und Therapie der HIV-Infektion sowie die damit verbundene Unterstützung u. a. der AIDS-Hilfe und anderen Organisationen wurde ihm 2018 das Bundesverdienstkreuz verliehen.

## Wissenschaftliche Schwerpunkte
Bogners wissenschaftlichen Schwerpunkte liegen in der Immunologie und Therapie der HIV-Infektion, der klinischen Prüfung von Antiinfektiva inklusive Antibiotika und Antimykotika. Wissenschaftliche Schwerpunkte liegen in den drei Bereichen „Zellvermittelte Immunität im lymphatischen Gewebe bei HIV-Infektion“, „klinische Studien mit Antiinfektiva“ sowie „epidemiologische multizentrische Studien“.

## Auszeichnungen
- 1998: Preis der Münchener Universitätsgesellschaft für hervorragende Leistungen in der Lehre im Aufbau der Harvard-Munich Medical Education Alliance
- 2011–2014: Urkunden für besonderes Engagement in der Lehre (LMU-Star)
- 2018: Bundesverdienstkreuz am Bande[5]

## Veröffentlichungen (Auswahl)
- als Hrsg.: HIV und Schwangerschaft. Uni-Med Verlag, 5. Auflage 2013, ISBN 978-3-8374-2253-5
- mit Bernd Salzberger, Gerd Fätkenheuer: Aktuelle HIV-Therapie. Uni-Med Verlag, 3. Auflage 2011, ISBN 978-3-8374-2191-0